# Пенаш-Рояш
Пенаш-Рояш (порт. Penas Róias)  —  район (фрегезия) в Португалии,  входит в округ Браганса. Является составной частью муниципалитета  Могадору. По старому административному делению входил в провинцию Траз-уж-Монтиш и Алту-Дору. Входит в экономико-статистический  субрегион Алту-Траз-уш-Монтеш, который входит в Северный регион. Население составляет 459 человек на 2001 год. Занимает площадь 33,04 км².
Покровителем района считается Иоанн Креститель (порт. São João). 